# 志佳陽大山
志佳陽大山（志佳陽群泰雅語又稱:155），又稱志佳陽山，為台灣雪山山脈的知名高山，最高峰標高3,345公尺，為台灣百岳中的八秀之一。位於臺中市和平區平等里西北部，雪霸國家公園東南部。在最高峰東南方約400公尺的山肩處，設有三等三角點編號6303的基點，標高3288.848公尺。志佳陽大山如以基點標高排序，百岳排名為第54；如以最高峰排序，百岳排名為第44。

## 山形
志佳陽大山山頂稜嶺寬闊，板岩山稜上長滿了箭竹草原迤邐平舖，展望甚佳，位於雪山山脈的雪山東南稜上，西北方連接雪山南峰再接上雪山主峰，登山界稱此稜線為志佳陽線。西側隔著司界蘭溪與雪山西南稜大劍山稜線對望（登山界稱為雪劍線），東北側隔著七家灣溪支流（有高山溪、武陵溪等名稱）與雪山東峰稜線對望（登山界稱為雪東線）。

## 山名
此山的泰雅語名，意為山頂，意為「取樹皮搭建獵寮」；:35亦有文獻記載志佳陽群泰雅語稱（由片假名轉寫）:155。漢字「志佳陽大山」來自於此山東南方約6公里的山麓，隔著司界蘭溪往東南匯入伊卡丸溪合流口的東南對岸河階地平台泰雅族的部落，日治時以日文漢字「／ shikayau」轉寫（現漢名又稱環山部落），意為「鹿多、老人飽食鹿腸」物產豐富，獵物不虞匱乏；另有說法為是（意為細竹）一詞的變詞，因族人在此種了許多的細竹；又有另一說是源自於泰雅語，意為下坡，因部落位居道路下方、溪谷之上。:8此地是泰雅先祖自原居地北港溪上游（泰雅語：llyung Bnaqiy）馬立巴遷來大甲溪谷（泰雅語：Llyung Tmali）中的重要根據地，隨後族人再分支翻越與蘭陽溪谷之間的思源埡口（泰雅語：Quri Sqabu），再分散到苗栗、新竹、桃園、台北、宜蘭、南澳等地區。在大甲溪上游谷地定居之後，志佳陽社即以溪中盛產魚類櫻花鉤吻鮭及擁有廣大的獵場，而成為泰雅族最重要的聚落之一。志佳陽大山座落於志佳陽社西北隔溪對岸的層巒之上，從部落仰觀，呈三角狀的高峻峰巒，聳立天際；周邊廣大的山域，為族人的獵場。

## 山路
日治時1929年台中州知事於雪山東南山腹、志佳陽大山與雪山主峰之間、雪山主峰與南峰的鞍部、泰雅語稱為的地方:222-223，興建可容納百人住宿的「次高山莊」（戰後改稱「雪山山莊」，現已不存），成為當時雪山地區唯一的新式山莊，志佳陽登山路線於是成為日治時與戰後初期攀登雪山的大眾路線。登山路線從環山部落穿越四季蘭溪吊橋，再沿司界蘭溪谷地上溯，至登山口再轉登陡坡上登稜線。在基點東南側400公尺的青翠箭竹草原坡上的平肩小坳處，早期有形勢優美的一泓清池，終年不涸，自日治時就稱為瓢簞池或瓢池（亦有文獻記載「Rokoemtoblack」一名，鹿野忠雄記音為:513-514），恰處志佳陽線通雪山的中途位置，成為當時縱走志佳陽線到雪山最佳的宿營和水源地。1970年1月2日，台灣省體育會山岳協會（中華民國協會的前身）在池畔興建瓢簞山莊，隨後攀登百岳風氣興起，瓢簞山莊在超限使用下，長年累積眾多的遺留物，嚴重污染瓢簞池的水質。昔日清新澄澈的池水，漸漸變成深褐色的水塘、面積萎縮。到了1980年代以後，池水淤積更出現乾涸現象，除大雨後不再有池水。攀登志佳陽大山沿線的景觀，除了峰頂綿延的志佳陽草原與瓢簞池外，還有司界蘭溪美麗的溪谷、雪山南峰的冷杉森林、以及仰望雪山東南壁的大崩谷景觀。此登山路的山麓階也最為顯著發達：由司界蘭溪美麗的溪谷上登陡坡900公尺，抵達志佳陽社的大獵場賽良久（昔日有水池，現已乾涸）山麓階松林景致，為標高約2570公尺的第一山麓面；再登455公尺的陡坡至標高約3000公尺的瓢簞池，為第二山麓階；再登300公尺抵達志佳陽大山山頂，為第三山麓階。:27:513-514此路線直到闢建了路程更短、坡度更緩，由武陵農場出發，經由雪山東峰的大眾步道之後，攀登雪山的人潮即漸漸轉移去雪東線。

## 外部連結
- 大霸/聖稜線段 （页面存档备份，存于） - 國家步道系統
- 中華民國協會 - 最初為「台灣山岳會」
- 雪霸聖稜線
- 聖稜線 （页面存档备份，存于） - 聖稜線步道稜脈圖 （页面存档备份，存于）
- 聖稜線 - 連峰照片
- 雪山山脈的聖稜、南稜與西南稜線 - 連峰照片
- 山情點滴─山與人的故事 （页面存档备份，存于）